# Gabriel de Boislève
Gabriel de Boislève (né à Angers le 1er mars 1595 - mort le 3 décembre 1667), est un ecclésiastique, qui fut évêque d'Avranches de 1651 à 1667.

## Biographie
Gabriel de Boislève appartient à une famille angevine qui donne de nombreux magistrats et juges au Parlement de Bretagne puis au Parlement de Paris. Il est le fils de Charles de Boislève, conseiller successif aux Parlements de Bretagne et de Paris et le frère de Claude de Boislève, un fidèle de Mazarin, intendant des finances de 1654 à 1658. 
Destiné à l'Église, il est ordonné prêtre et devient enseignant à l'école de la cathédrale Saint-Maurice d'Angers. En 1623  il est aumônier de l'évêque Charles Miron et deux ans plus tard chancelier de l'université d'Angers. Il intègre le chapitre de Chanoines, il reçoit deux paroisses parisiennes et devient aumônier du roi Louis XIII. Il est alors pourvu en 1637 en commende du prieuré de Saint-Catherine-de-la-Couture à Paris et de l'abbaye Saint-Aubin des Bois dans le diocèse de Saint-Brieuc. En 1645 il est conseiller clerc au Parlement de Paris. En 1650 il accepte de céder opportunément son abbaye à un affidé de Mazarin et reçoit en compensation un bénéfice plus important avec l'abbaye de Saint-Georges-sur-Loire et l'abbaye de Berdoues dans le diocèse d'Auch. En 1651 il permute son abbaye de Saint-Georges-sur-Loire avec Roger d'Aumont qui lui cède l'évêché d'Avranches. Il est confirmé le 10 décembre et consacré par Robert Cupif évêque de Léon et pend possession de son siège en 1652. 
Le 18 mai 1657 il achète la baronnie d'Ancenis à César de Vendôme, qu'il revend dès le 13 mars 1660 à Armand de Béthune marquis de Charost et à son épouse Marie Fouquet la fille du surintendant des Finances. Dans le contexte du procès de Nicolas Fouquet il est compromis dans « certaines concussions » de son frère Claude et condamné le 4 février 1662 à payer une amende de 12 000 livres. Il meurt le 3 décembre 1667 et il est inhumé dans l'église du couvent des Cordeliers d'Angers.